# The Two Mrs. Carrolls
The Two Mrs. Carrolls is een Amerikaanse film noir in zwart-wit uit 1947 onder regie van Peter Godfrey. De film is gebaseerd op het gelijknamige toneelstuk uit 1935 van Martin Vale en werd destijds in Nederland uitgebracht onder de titel De tweede mevrouw Carroll.

## Verhaal
Tijdens haar reis in Schotland komt Sally Morton tot de ontdekking dat haar geliefde, schilder Geoffrey Carroll, al getrouwd is. Hoewel Geoffrey beaamt dat zijn vrouw invalide en doodziek is en snel aan een toekomst kan bouwen met haar, beëindigt ze direct de affaire. Geoffrey keert terug naar huis en haalt onderweg zijn nieuwste schilderij op waarop zijn vrouw staat afgebeeld als de 'engel des doods'.
Twee jaar gaan voorbij. Geoffrey's vrouw is reeds overleden en hij stapt met Sally in het huwelijksbootje. Hij worstelt met inspiratie voor een nieuw schilderij en raakt steeds meer in een dip. Sally is ondertussen druk bezig met het vermaken van gasten uit de high society, onder wie de kille Cecily Latham. Sally ontdekt enige tijd later dat Geoffrey een affaire met Cecily heeft en druk bezig is met een portret van de dame. Niet veel later wordt Sally ernstig ziek. Dokter Tuttle constateert dat haar gezondheid spoedig zou moeten terugkeren.
Uit gesprekken met Beatrice, de jonge dochter van Geoffrey uit zijn eerdere huwelijk, maakt Sally op dat ze soortgelijke ziektesymptomen heeft als zijn eerste vrouw. Tevens komt ze tot de ontdekking dat Geoffrey heeft gelogen over dit huwelijk en dat zijn eerste vrouw niet invalide was. Ze vermoedt daarop dat Geoffrey haar probeert te vergiftigen via glazen melk. Geoffrey wordt ondertussen gechanteerd door Sally's ex-vriend Horace Blagdon en vermoordt hem.
Sally breekt stiekem het kantoor van Geoffrey binnen en ontdekt dat hij ook haar aan het schilderen is als de 'engel des doods'. Dit is voor Sally de doorslaggevende factor dat Geoffrey haar probeert te vermoorden. Die avond gooit Sally stiekem haar glas melk weg; Geoffrey merkt dit op en confronteert haar. Hij probeert haar uiteindelijk te wurgen, maar wordt onderschept en gearresteerd door de politie.

## Rolverdeling
| Acteur              | Personage                  |
| ------------------- | -------------------------- |
| Humphrey Bogart     | Geoffrey Carroll           |
| Barbara Stanwyck    | Sally Morton Carroll       |
| Alexis Smith        | Cecily Latham              |
| Nigel Bruce         | Dr. Tuttle                 |
| Isobel Elsom        | Mrs. Latham                |
| Patrick O'Moore     | Charles Pennington (Penny) |
| Ann Carter          | Beatrice Carroll           |
| Anita Sharp-Bolster | Christine                  |
| Barry Bernard       | Horace Blagdon             |
| Colin Campbell      | MacGregor                  |

## Productie
Filmstudio Warner Brothers kocht de rechten van het toneelstuk in de zomer van 1944 voor een bedrag van $225.000. In juni 1944 werd aangekondigd dat Bette Davis de rol van Sally Carroll op zich zou nemen, met Jesse L. Lasky als producent. Later dat jaar werden Ida Lupino en Zachary Scott aangesteld in de hoofdrollen. In november dat jaar werd Lupino uiteindelijk vervangen door Barbara Stanwyck, die Paul Henreid noemde als haar tegenspeler. Henreid werd uiteindelijk vervangen door Humphrey Bogart.
De draaiperiode was van april tot en met juni 1945. De speculaties lopen uiteen over waarom de film pas enkele jaren later werd uitgebracht. Een theorie is dat het verhaal van de film heel erg zou lijken op Gaslight (1944).

## Ontvangst
De film was geen commercieel succes en kreeg milde reacties van zowel de Amerikaanse als de Nederlandse pers.